# Copa América 1975
La Copa América 1975 fue la XXX edición de la Copa América. Se disputó entre el 17 de julio y el 28 de octubre de 1975 en América del Sur.
Los partidos del torneo se disputaron de ida y vuelta al no haber una sede fija. Por primera vez participaron los 10 miembros de la Conmebol, con un nuevo formato: tres grupos de tres equipos, clasificando el primero de cada grupo a semifinales conjuntamente con el último campeón, Uruguay.
En esta edición, se utilizaría por primera vez la fase de grupos, semifinales y final; dejando de lado el sistema de todos contra todos. El torneo adoptaría su nombre actual (Copa América), dejando de lado su nombre anterior (Campeonato Sudamericano).

## Árbitros
- Alberto José Ducatelli
- Arturo Ithurralde.
- Miguel Ángel Comesaña.
- Romualdo Arppi Filho.
- Arnaldo Cézar Coelho.
- Armando Marques.
- Rafael Hormazábal.
- Carlos Robles.
- Juan Silvagno.
- Omar Delgado.
- Mario Canessa.
- Héctor Ortiz.
- Jose Romei.
- Carlos Rivero.
- Pedro Reyes.
- César Orozco.
- Enrique Labo Revoredo.
- Juan José Fortunato.
- Ramón Barreto.
- Nelson Gregorio Da Rosa.
- Mario Fiorenza.

## Equipos participantes
| Equipos participantes | Equipos participantes | Equipos participantes | Equipos participantes | Equipos participantes |
| --------------------- | --------------------- | --------------------- | --------------------- | --------------------- |
| Argentina             | Bolivia               | Brasil                | Chile                 | Colombia              |
| Ecuador               | Paraguay              | Perú                  | Uruguay               | Venezuela             |

## Sedes

### Argentina
| Rosario           |
| ----------------- |
| Rosario Central   |
| Capacidad: 42 500 |
|                   |

### Bolivia
| Oruro             |
| ----------------- |
| Jesús Bermúdez    |
| Capacidad: 32 000 |
|                   |

### Brasil
| Belo Horizonte     |
| ------------------ |
| Mineirão           |
| Capacidad: 130 000 |
|                    |

### Chile
| Santiago          |
| ----------------- |
| Nacional          |
| Capacidad: 45 000 |
|                   |

### Colombia
| Bogotá            |
| ----------------- |
| El Campín         |
| Capacidad: 45 500 |
|                   |

### Ecuador
| Guayaquil         | Quito              |
| ----------------- | ------------------ |
| Modelo            | Olímpico Atahualpa |
| Capacidad: 42 000 | Capacidad: 45 000  |
|                   |                    |

### Paraguay
| Asunción             |
| -------------------- |
| Defensores del Chaco |
| Capacidad: 40 000    |
|                      |

### Perú
| Lima              | Lima              |
| ----------------- | ----------------- |
| Alianza Lima      | Nacional          |
| Capacidad: 35 000 | Capacidad: 45 000 |
|                   |                   |

### Uruguay
| Montevideo        |
| ----------------- |
| Centenario        |
| Capacidad: 74 860 |
|                   |

### Venezuela
| Caracas           |
| ----------------- |
| Olímpico          |
| Capacidad: 30 000 |
|                   |

## Sistema de competición

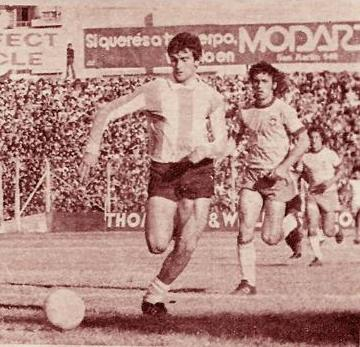
Partido entre y jugado en el Gigante de Arroyito que terminó con victoria brasileña por 1 a 0.

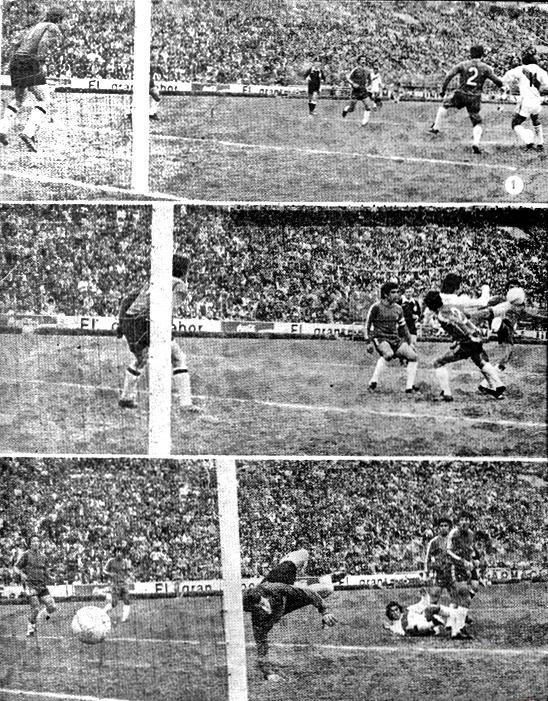
Partido entre y jugado en Matute que terminó con victoria peruana por 3 a 1.

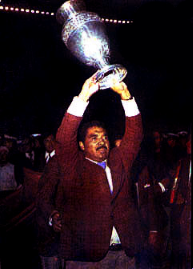
Marcos Calderón levantando el trofeo de la Copa América, entrenador campeón que dirigió a en la Copa América 1975.

El torneo se jugó en partidos de ida y vuelta en todos los países afiliados a la CONMEBOL y se otorgarían 2 puntos por partido ganado, 1 punto por partido empatado y 0 puntos por partido perdido.
Los equipos fueron divididos en tres grupos de tres equipos cada uno. Los partidos de la fase de grupos se jugarán en partidos de ida y vuelta, y el primero de cada grupo clasificaba automáticamente a la semifinal junto con el campeón vigente que era Uruguay.
Las semifinales se jugaron en partidos de ida y vuelta, y se definió por puntos. El equipo que obtuviese más puntos, pasaba directo a la final. Si en caso ambos equipos terminaban igualados con la misma cantidad de puntos, se recurrió a utilizar la diferencia de gol y quien tuviera mejor diferencia de gol, clasificaba a la final. Y si en caso de que ambas selecciones terminaran igualadas con la misma cantidad de puntos y con la misma diferencia de gol, se realizaría un sorteo para determinar al finalista.
La final también se jugó en partidos de ida y vuelta, y también se definió por puntos. El equipo que obtuviese más puntos sería el campeón. Si en caso ambos equipos terminaban igualados en puntos, se jugaría un tercer partido en cancha neutral para definir al ganador, y el ganador sería el campeón. Si en caso el tercer partido terminaba igualado en los 90 minutos de juego reglamentario, se jugarían dos tiempos suplementarios de 15 minutos cada uno para determinar al ganador el cual sería el campeón. Si al finalizar los 120 minutos de juego, el partido siguiera empatado, se utilizaría la diferencia de gol, y el equipo que tuviera una mejor diferencia de gol, sería el campeón. Y de seguir igualados también en diferencia de goles, el campeón saldría luego de una definición por penales.

### Desarrollo
Los equipos fueron divididos en 3 grupos de 3 equipos cada uno, los cuales se enfrentarían en partidos de ida y vuelta.
El Grupo A estuvo conformado por Argentina, Brasil y Venezuela. En el primer partido, Brasil vencería por 4 a 0 a Venezuela en Caracas. En el segundo partido, Argentina vencería por 5 a 1 a Venezuela en Caracas. En el tercer partido, Brasil derrotaría por 2 a 1 a Argentina en Belo Horizonte. En el cuarto partido, Argentina derrotaría por 11 a 0 a Venezuela en Rosario. En el quinto partido, Brasil derrotaría por 6 a 0 a Venezuela en Belo Horizonte. Y en el sexto y último partido Brasil derrotaría por 1 a 0 a Argentina en Rosario. Al final, Brasil clasificaba a la semifinal, al terminar primero en su grupo ganando todos sus partidos.
El Grupo B estuvo conformado por Bolivia, Chile y Perú. En el primer partido, Chile y Perú empataron 1 a 1 en Santiago. En el segundo partido Bolivia derrotó por 2 a 1 a Chile en Oruro. En el tercer partido, Perú derrotó a Bolivia por 1 a 0 en Oruro. En el cuarto partido, Perú derrotó por 3 a 1 a Bolivia en Lima. En el quinto partido, Chile derrotó por 4 a 0 a Bolivia en Santiago. Y en el sexto partido, Perú derrotó por 3 a 1 a Chile en Lima. Al final Perú clasificaba a la semifinal, al terminar primero en su grupo de manera invicta.
El Grupo C estuvo conformado por Colombia, Ecuador y Paraguay. En el primer partido, Colombia derrotó por 1 a 0 a Paraguay en Bogotá. En el segundo partido, Ecuador y Paraguay empataron 1 a 1 en Guayaquil. En el tercer partido, Colombia derrotó por 3 a 1 a Ecuador en Quito. En el cuarto partido, Colombia derrotó por 1 a 0 a Paraguay en Asunción. En el quinto partido, Colombia derrotó por 2 a 0 a Ecuador en Bogotá. Y en el sexto y último partido, Paraguay derrotó por 3 a 1 a Ecuador. Al final, Colombia clasificaba a la semifinal, al terminar primero en su grupo ganando todos sus partidos.
Las semifinales se jugaron en partidos de ida y vuelta. En las semifinales se enfrentaron el primero del Grupo A (Brasil) contra el primero del Grupo B (Perú) y el primero del Grupo C (Colombia) contra el campeón vigente (Uruguay). Las semifinales se definieron por puntos.
En la primera semifinal se enfrentaron Colombia y Uruguay. En el primer partido Colombia derrotó por 3 a 0 a Uruguay en Bogotá. En el segundo partido Uruguay derrotó por 1 a 0 a Colombia en Montevideo. Debido a que cada selección había ganado su respectivo partido (ambas en condición de local), tenían la misma cantidad de puntos, por lo que se tuvo que recurrir a la diferencia de gol para definir al finalista. Al final Colombia clasificó a la final por tener mejor diferencia de gol.
En la segunda semifinal se enfrentaron Brasil y Perú. En el primer partido Perú derrotó por 3 a 1 a Brasil en Belo Horizonte. En el segundo partido Brasil derrotó por 2 a 0 a Perú en Lima. Debido a que cada selección había ganado su respectivo partido (ambas en condición de visitante), tenían la misma cantidad de puntos y la misma diferencia de gol. Se tuvo que realizar un sorteo para definir al finalista. Luego de la realización del sorteo, el resultado indicó que Perú clasificó a la final.
La final se jugó en partidos de ida y vuelta, y se definió por puntos.
En el primer partido, Colombia derrotó por 1 a 0 a Perú en Bogotá. En el segundo partido, Perú derrotó por 2 a 0 a Colombia en Lima. Debido a que cada selección había ganado su respectivo partido (ambas en condición de local), tenían la misma cantidad de puntos, por lo que se tuvo que jugar un tercer partido en campo neutral para definir al campeón. El tercer partido se jugó en Venezuela en donde Perú derrotó por 1 a 0 a Colombia. Así Perú se consagraba campeón de la Copa América por segunda vez.

## Primera ronda

### Grupo A
| Selección | Pts. | PJ | PG | PE | PP | GF | GC | Dif. |
| --------- | ---- | -- | -- | -- | -- | -- | -- | ---- |
| Brasil    | 8    | 4  | 4  | 0  | 0  | 13 | 1  | +12  |
| Argentina | 4    | 4  | 2  | 0  | 2  | 17 | 4  | +13  |
| Venezuela | 0    | 4  | 0  | 0  | 4  | 1  | 26 | –25  |

| 31 de julio de 1975 | Venezuela | 0:4 (0:1) | Brasil                                           | Estadio Olímpico, Caracas                                        |                                                                  |
|                     |           |           | 2' Evangelista · 50' Danival · 82', 88' Palhinha | Asistencia: 20 000 espectadores Árbitro(s): Carlos Rivero (Perú) | Asistencia: 20 000 espectadores Árbitro(s): Carlos Rivero (Perú) |

| 3 de agosto de 1975 | Venezuela   | 1:5 (1:3) | Argentina                                      | Estadio Olímpico, Caracas                                             |                                                                       |
|                     | Iriarte 14' |           | 12', 34', 66' Luque · 30' Kempes · 86' Ardiles | Asistencia: 15 000 espectadores Árbitro(s): Rafael Hormazábal (Chile) | Asistencia: 15 000 espectadores Árbitro(s): Rafael Hormazábal (Chile) |

| 6 de agosto de 1975 | Brasil                  | 2:1 (1:1) | Argentina   | Estadio Mineirão, Belo Horizonte                                    |                                                                     |
|                     | Nelinho 31', 55' (pen.) |           | 11' J. Asad | Asistencia: 80 000 espectadores Árbitro(s): Ramón Barreto (Uruguay) | Asistencia: 80 000 espectadores Árbitro(s): Ramón Barreto (Uruguay) |

| 10 de agosto de 1975         | Argentina | 11:0 (4:0) | Venezuela | Estadio Rosario Central, Rosario                               |                                                                |
|                              | D. Killer 8', 41', 62' · Gallego 14' · Ardiles 39' · Kempes 53', 81' · Zanabria 56', 64' · Bóveda 80' · Luque 85' |            |           | Asistencia: 50 000 espectadores Árbitro(s): Pedro Reyes (Perú) | Asistencia: 50 000 espectadores Árbitro(s): Pedro Reyes (Perú) |
| Peor resultado de Venezuela. | |            |           |                                                                |                                                                |

| 13 de agosto de 1975 | Brasil                                                                        | 6:0 (3:0) | Venezuela | Estadio Mineirão, Belo Horizonte                                 |                                                                  |
|                      | Roberto Batata 6', 79' · Nelinho 9' · Danival 37' · Campos 53' · Palhinha 65' |           |           | Asistencia: 32 000 espectadores Árbitro(s): Carlos Rivero (Perú) | Asistencia: 32 000 espectadores Árbitro(s): Carlos Rivero (Perú) |

| 16 de agosto de 1975 | Argentina | 0:1 (0:1) | Brasil      | Estadio Rosario Central, Rosario                                         |                                                                          |
|                      |           |           | 45' Danival | Asistencia: 50 000 espectadores Árbitro(s): Carlos Robles Robles (Chile) | Asistencia: 50 000 espectadores Árbitro(s): Carlos Robles Robles (Chile) |

### Grupo B
| Selección | Pts. | PJ | PG | PE | PP | GF | GC | Dif. |
| --------- | ---- | -- | -- | -- | -- | -- | -- | ---- |
| Perú      | 7    | 4  | 3  | 1  | 0  | 8  | 3  | +5   |
| Chile     | 3    | 4  | 1  | 1  | 2  | 7  | 6  | +1   |
| Bolivia   | 2    | 4  | 1  | 0  | 3  | 3  | 9  | –6   |

| 17 de julio de 1975 | Chile        | 1:1 (1:0) | Perú      | Estadio Nacional, Santiago de Chile                                 |                                                                     |
|                     | Crisosto 10' |           | 72' Rojas | Asistencia: 50 000 espectadores Árbitro(s): Omar Delgado (Colombia) | Asistencia: 50 000 espectadores Árbitro(s): Omar Delgado (Colombia) |

| 20 de julio de 1975 | Bolivia        | 2:1 (0:1) | Chile      | Estadio Jesús Bermúdez, Oruro                                       |                                                                     |
|                     | Messa 60', 75' |           | 41' Gamboa | Asistencia: 18 000 espectadores Árbitro(s): Héctor Ortiz (Paraguay) | Asistencia: 18 000 espectadores Árbitro(s): Héctor Ortiz (Paraguay) |

| 27 de julio de 1975                                               | Bolivia | 0:1 (0:1) | Perú        | Estadio Jesús Bermúdez, Oruro                                             |                                                                           |
|                                                                   |         |           | 17' Ramírez | Asistencia: 18 000 espectadores Árbitro(s): Alberto Ducatelli (Argentina) | Asistencia: 18 000 espectadores Árbitro(s): Alberto Ducatelli (Argentina) |
| Primera victoria de Perú sobre Bolivia en condición de visitante. |         |           |             |                                                                           |                                                                           |

| 7 de agosto de 1975 | Perú                                 | 3:1 (2:0) | Bolivia          | Estadio Alianza Lima, Lima                                                |                                                                           |
|                     | Ramírez 7' · Cueto 26' · Oblitas 52' |           | 58' (pen.) Messa | Asistencia: 30 000 espectadores Árbitro(s): Romualdo Arppi Filho (Brasil) | Asistencia: 30 000 espectadores Árbitro(s): Romualdo Arppi Filho (Brasil) |

| 13 de agosto de 1975 | Chile                                       | 4:0 (1:0) | Bolivia | Estadio Nacional, Santiago de Chile                                       |                                                                           |
|                      | Araneda 40', 87' · Ahumada 61' · Gamboa 71' |           |         | Asistencia: 15 000 espectadores Árbitro(s): Arturo Ithurralde (Argentina) | Asistencia: 15 000 espectadores Árbitro(s): Arturo Ithurralde (Argentina) |

| 20 de agosto de 1975 | Perú                                  | 3:1 (3:0) | Chile       | Estadio Alianza Lima, Lima                                                 |                                                                            |
|                      | Rojas 3' · Oblitas 32' · Cubillas 39' |           | 76' Reinoso | Asistencia: 30 000 espectadores Árbitro(s): Juan José Fortunatto (Uruguay) | Asistencia: 30 000 espectadores Árbitro(s): Juan José Fortunatto (Uruguay) |

### Grupo C
| Selección | Pts. | PJ | PG | PE | PP | GF | GC | Dif. |
| --------- | ---- | -- | -- | -- | -- | -- | -- | ---- |
| Colombia  | 8    | 4  | 4  | 0  | 0  | 7  | 1  | +6   |
| Paraguay  | 3    | 4  | 1  | 1  | 2  | 5  | 5  | 0    |
| Ecuador   | 1    | 4  | 0  | 1  | 3  | 4  | 10 | –6   |

| 20 de julio de 1975 | Colombia | 1:0 (0:0) | Paraguay | Estadio El Campín, Bogotá                                                 |                                                                           |
|                     | Díaz 83' |           |          | Asistencia: 60 000 espectadores Árbitro(s): Romualdo Arppi Filho (Brasil) | Asistencia: 60 000 espectadores Árbitro(s): Romualdo Arppi Filho (Brasil) |

| 24 de julio de 1975 | Ecuador                   | 2:2 (1:1) | Paraguay       | Estadio Modelo, Guayaquil                                              |                                                                        |
|                     | Lasso 38' · Castañeda 47' |           | 16', 87' Kiese | Asistencia: 50 000 espectadores Árbitro(s): Mario Fiorenza (Venezuela) | Asistencia: 50 000 espectadores Árbitro(s): Mario Fiorenza (Venezuela) |

| 27 de julio de 1975 | Ecuador     | 1:3 (1:1) | Colombia                           | Estadio Olímpico Atahualpa, Quito                                             |                                                                               |
|                     | Carrera 40' |           | 15' Ortiz · 75' Retat · 83' Castro | Asistencia: 45 000 espectadores Árbitro(s): Miguel Ángel Comesaña (Argentina) | Asistencia: 45 000 espectadores Árbitro(s): Miguel Ángel Comesaña (Argentina) |

| 30 de julio de 1975 | Paraguay | 0:1 (0:1) | Colombia | Estadio Defensores del Chaco, Asunción                                    |                                                                           |
| |          |           | 40' Díaz | Asistencia: 50 000 espectadores Árbitro(s): Arnaldo Cézar Coelho (Brasil) | Asistencia: 50 000 espectadores Árbitro(s): Arnaldo Cézar Coelho (Brasil) |
| Partido suspendido al minuto 43, luego de que los jugadores paraguayos y la policía paraguaya agredieran a los jugadores colombianos luego del gol anotado. Al final el árbitro dio el partido por concluido, y la CONMEBOL le dio el partido por ganado a Colombia y el resultado se mantuvo igual. |          |           |          |                                                                           |                                                                           |

| 7 de agosto de 1975 | Colombia              | 2:0 (2:0) | Ecuador | Estadio El Campín, Bogotá                                                |                                                                          |
|                     | Díaz 15' · Calero 42' |           |         | Asistencia: 50 000 espectadores Árbitro(s): Carlos Robles Robles (Chile) | Asistencia: 50 000 espectadores Árbitro(s): Carlos Robles Robles (Chile) |

| 10 de agosto de 1975 | Paraguay                  | 3:1 (2:1) | Ecuador       | Estadio Defensores del Chaco, Asunción                               |                                                                      |
|                      | Báez 21' · Rolón 39', 58' |           | 31' Castañeda | Asistencia: 10 000 espectadores Árbitro(s): Armando Marques (Brasil) | Asistencia: 10 000 espectadores Árbitro(s): Armando Marques (Brasil) |

## Segunda fase
|  | Semifinales                          | Semifinales                          | Semifinales                          | Semifinales                          |   |      | Final                   | Final                   | Final                   | Final                   | Final                   |  |
|  | Del 21 de septiembre al 4 de octubre | Del 21 de septiembre al 4 de octubre | Del 21 de septiembre al 4 de octubre | Del 21 de septiembre al 4 de octubre |   |      | Del 16 al 28 de octubre | Del 16 al 28 de octubre | Del 16 al 28 de octubre | Del 16 al 28 de octubre | Del 16 al 28 de octubre |  |
|  |                                      |                                      |                                      |                                      |   |      |                         |                         |                         |                         |                         |  |
|  |                                      |                                      |                                      |                                      |   |      |                         |                         |                         |                         |                         |  |
|  | 1                                    | Perú *                               | 3                                    | 0                                    |   |      |                         |                         |                         |                         |                         |  |
|  | 1                                    | Perú *                               | 3                                    | 0                                    |   |      |                         |                         |                         |                         |                         |  |
|  | 4                                    | Brasil                               | 1                                    | 2                                    |   |      |                         |                         |                         |                         |                         |  |
|  | 4                                    | Brasil                               | 1                                    | 2                                    |   | Perú | Perú                    | 0                       | 2                       | 1                       |                         |  |
|  |                                      |                                      |                                      |                                      |   | Perú | Perú                    | 0                       | 2                       | 1                       |                         |  |
|  |                                      |                                      | Colombia                             | Colombia                             | 1 | 0    | 0                       |                         |                         |                         |                         |  |
|  | 3                                    | Uruguay                              | Colombia                             | Colombia                             | 1 | 0    | 0                       | 0                       | 1                       |                         |                         |  |
|  | 3                                    | Uruguay                              |                                      |                                      |   |      |                         | 0                       | 1                       |                         |                         |  |
|  | 2                                    | Colombia                             | 3                                    | 0                                    |   |      |                         |                         |                         |                         |                         |  |
|  | 2                                    | Colombia                             | 3                                    | 0                                    |   |      |                         |                         |                         |                         |                         |  |
|  |                                      |                                      |                                      |                                      |   |      |                         |                         |                         |                         |                         |  |

En primera posición se coloca a la selección que ejerció la localía en el partido de vuelta.

* Se clasificó a la final mediante sorteo.

### Semifinales
| 21 de septiembre de 1975 | Colombia                          | 3:0 (0:0) | Uruguay | Estadio El Campín, Bogotá                                       |                                                                 |
|                          | Angulo 53' · Ortiz 70' · Díaz 90' |           |         | Asistencia: 55 000 espectadores Árbitro(s): César Orozco (Perú) | Asistencia: 55 000 espectadores Árbitro(s): César Orozco (Perú) |

| 1 de octubre de 1975 | Uruguay    | 1:0 (1:0) | Colombia | Estadio Centenario, Montevideo                                        |                                                                       |
| | Morena 17' |           |          | Asistencia: 70 000 espectadores Árbitro(s): Rafael Hormazábal (Chile) | Asistencia: 70 000 espectadores Árbitro(s): Rafael Hormazábal (Chile) |
| A pesar de que ambas selecciones terminaron igualadas en puntos, Colombia clasifica a la final por tener mejor diferencia de goles. |            |           |          |                                                                       |                                                                       |

| 30 de septiembre de 1975                                         | Brasil             | 1:3 (0:1) | Perú                                   | Estadio Mineirão, Belo Horizonte                                              |                                                                               |
|                                                                  | Roberto Batata 54' |           | 19', 88' Casaretto · 82' (TL) Cubillas | Asistencia: 25 000 espectadores Árbitro(s): Miguel Ángel Comesaña (Argentina) | Asistencia: 25 000 espectadores Árbitro(s): Miguel Ángel Comesaña (Argentina) |
| Primera victoria de Perú sobre Brasil en condición de visitante. |                    |           |                                        |                                                                               |                                                                               |

| 4 de octubre de 1975 | Perú | 0:2 (0:1) | Brasil                           | Estadio Alianza Lima, Lima                                                |                                                                           |
| |      |           | 10' (a.g.) Meléndez · 61' Campos | Asistencia: 33 000 espectadores Árbitro(s): Arturo Ithurralde (Argentina) | Asistencia: 33 000 espectadores Árbitro(s): Arturo Ithurralde (Argentina) |
| Perú clasificó a la final tras un sorteo, luego de que ambas selecciones terminaran igualadas en puntos y en diferencia de goles. Primera vez que se utiliza un sorteo en la Copa América. |      |           |                                  |                                                                           |                                                                           |

### Final
| 16 de octubre de 1975 | Colombia   | 1:0 (1:0) | Perú | Estadio El Campín, Bogotá                                                     |                                                                               |
|                       | Castro 38' |           |      | Asistencia: 50 000 espectadores Árbitro(s): Miguel Ángel Comesaña (Argentina) | Asistencia: 50 000 espectadores Árbitro(s): Miguel Ángel Comesaña (Argentina) |

| 22 de octubre de 1975 | Perú                      | 2:0 (2:0) | Colombia | Estadio Nacional, Lima                                                    |                                                                           |
|                       | Oblitas 18' · Ramírez 44' |           |          | Asistencia: 50 000 espectadores Árbitro(s): Juan Silvagno Cavanna (Chile) | Asistencia: 50 000 espectadores Árbitro(s): Juan Silvagno Cavanna (Chile) |

| 28 de octubre de 1975                                                              | Perú      | 1:0 (1:0) | Colombia | Estadio Olímpico, Caracas, Venezuela                                |                                                                     |
|                                                                                    | Sotil 25' |           |          | Asistencia: 30 000 espectadores Árbitro(s): Ramón Barreto (Uruguay) | Asistencia: 30 000 espectadores Árbitro(s): Ramón Barreto (Uruguay) |
| Partido definitorio luego de que ambas selecciones terminaran igualadas en puntos. |           |           |          |                                                                     |                                                                     |

|                         |
| Bandera de Perú         |
| Campeón Perú 2.º título |

## Estadísticas
| Equipo | Equipo    | Pts | PJ | PG | PE | PP | GF | GC | Dif |
| ------ | --------- | --- | -- | -- | -- | -- | -- | -- | --- |
| 1      | Perú      | 13  | 9  | 6  | 1  | 2  | 14 | 7  | +7  |
| 2      | Colombia  | 12  | 9  | 6  | 0  | 3  | 11 | 5  | +6  |
| 3      | Brasil    | 10  | 6  | 5  | 0  | 1  | 16 | 4  | +12 |
| 4      | Uruguay   | 2   | 2  | 1  | 0  | 1  | 1  | 3  | –2  |
| 5      | Argentina | 4   | 4  | 2  | 0  | 2  | 17 | 4  | +13 |
| 6      | Chile     | 3   | 4  | 1  | 1  | 2  | 7  | 6  | +1  |
| 7      | Paraguay  | 3   | 4  | 1  | 1  | 2  | 5  | 5  | 0   |
| 8      | Bolivia   | 2   | 4  | 1  | 0  | 3  | 3  | 9  | –6  |
| 9      | Ecuador   | 1   | 4  | 0  | 1  | 3  | 4  | 10 | –6  |
| 10     | Venezuela | 0   | 4  | 0  | 0  | 4  | 1  | 26 | –25 |

## Goleadores

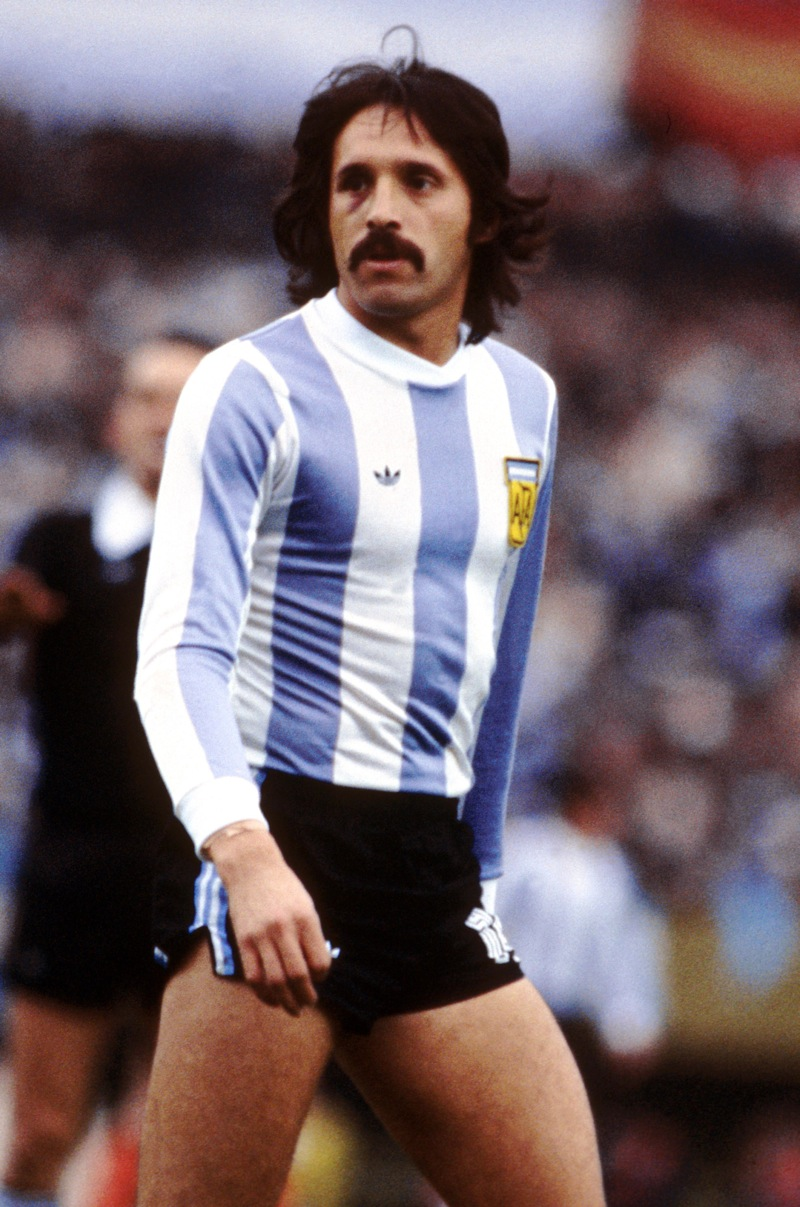
Leopoldo Luque fue uno de los goleadores del torneo.

4 goles
- Leopoldo Luque
- Ernesto Díaz

3 goles
- Mario Kempes
- Daniel Killer
- Ovidio Mezza
- Danival
- Nelinho
- Palhinha
- Roberto Batata
- Juan Carlos Oblitas
- Oswaldo Ramírez

2 goles
- Osvaldo Ardiles
- Mario Zanabria
- Cosme Campos
- Luis Araneda
- Miguel Ángel Gamboa
- Ponciano Castro
- Willington Ortiz
- Gonzalo Castañeda
- Hugo Enrique Kiese
- Clemente Rolón
- Enrique Casaretto
- Teófilo Cubillas
- Percy Rojas

1 gol
- Julio Asad
- Ramón Bóveda
- Américo Gallego
- Romeu
- Sergio Ahumada
- Julio Crisosto
- Carlos Reinoso
- Edgar Angulo
- Oswaldo Calero
- Eduardo Retat
- Polo Carrera
- Félix Lasso
- Carlos José Báez
- César Cueto
- Hugo Sotil
- Fernando Morena
- Ramón Iriarte

Autogol
- Julio Meléndez (ante Brasil)

## Mejor jugador del torneo
- Teófilo Cubillas.[12][13]